# Bhaktarahalli, Chintamani
Bhaktarahalli là một làng thuộc tehsil Chintamani, huyện Kolar, bang Karnataka, Ấn Độ.